# Lewis Dartnell
Lewis Ryan Dartnell, född 21 november 1980 är en författare, programledare och professor i vetenskaplig kommunikation vid University of Westminster. Han är mest känd för allmänheten som en populärvetenskaplig författare, särskilt för The Knowledge: How to Rebuild our World from Scratch. På senare tid har han författat boken om hur geologi har påverkat människans historia, Origins.

## Barndom och utbildning
Dartnell föddes i Storbritannien, men tillbringade mycket av sina barndomsår utomlands, eftersom hans pappa arbetade som ingenjör för British Airways.
Dartnell gick på den berömda privatskolan Charterhouse, i Surrey, och har en kandidatexamen i biologi från University of Oxford. Han skrev sin doktorsavhandling i filosofi och astrobiologi vid University College London. Hans avhandling, datormodellering och experimentella arbete om de astrobiologiska konsekvenserna av den joniserande strålningsmiljön på Mars, trycktes därefter om under titeln Martian Death Rays.

## Forskning
Dartnell var forskare i rymdorganisationen vid University of Leicester, där hans forskning fokuserade på studier av extremofila mikrober och deras tecken på tidigare eller nuvarande liv, inklusive användning av Ramanspektroskopi för att upptäcka mikroorganismer även efter att de har skadats av exponering för mycket höga strålningsnivåer. Dartnell är för närvarande professor i vetenskaplig kommunikation vid University of Westminster.

## Författarskap
Dartnell har skrivit vetenskapliga artiklar för populära tidskrifter, bland annat New Scientist, och kom tvåa vid utdelningen av The Daily Telegraphs Science Writer's Award 2004. Dartnell har också skrivit flera böcker, däribland Life in the Universe, en introduktionsbok till det nya vetenskapliga området astrobiologi och The Knowledge: How to Rebuild our World from Scratch även känd som The Knowledge: How to Rebuild Civilization in the Aftermath of a Cataclysm. [13] 2019 publicerades Origins, som är en omfattande redogörelse för hur jorden har påverkat människans utveckling och civilisationer. Boken kom på svenska 2021 med titeln Ursprung: Hur jorden formade oss i översättning av Pär Svensson.
Dartnell har också författat en kritikerrosad uppsats om utomjordiskt liv redigerad av Jim Al-Khalili.

## Radio och TV
Dartnell har medverkat i flera vetenskapsprogram för BBC-radio och tv, inklusive gästspel på The Sky at Night och StarGazing Live. Dartnell presenterade också på TED i mars 2015 under Session 10:Building from Scratch.

## Privatliv
Dartnell bor i Stoke Newingtonområdet i London.

## Citat
| ” | Kunskap om det förflutna hjälper oss att bättre förstå och förbereda oss för framtiden. | „ |